# Ходорова
Ходорова (пол. Chodorowa) — село в Польщі, у гміні Грибів Новосондецького повіту Малопольського воєводства.
Населення — 262 особи (2011).
У 1975-1998 роках село належало до Новосондецького воєводства.

## Демографія
Демографічна структура станом на 31 березня 2011 року:
|          | Загалом | Допрацездатний вік | Працездатний вік | Постпрацездатний вік |
| -------- | ------- | ------------------ | ---------------- | -------------------- |
| Чоловіки | 135     | 46                 | 75               | 14                   |
| Жінки    | 127     | 32                 | 70               | 25                   |
| Разом    | 262     | 78                 | 145              | 39                   |